# نوباریه جدیده
نوباریه جدید نام شهر و شهرستانی در استان بحیره مصر است. 